# 山田屋庄兵衛
山田屋庄兵衛（やまだや しょうべえ）とは江戸時代の江戸にあった地本問屋である。

## 来歴
錦橋堂と号す。文政から嘉永年間にかけて江戸の中橋広小路において地本問屋を営業している。文政7年（1824年）に刊行された『江戸買物独案内』に錦絵・草紙問屋として名前が掲載されている。歌川芳虎の錦絵、山東京山編の往来物などを出版している。屋標は「山形に庄ノ字」。山田屋庄次郎と何らかの関係がありか。

## 作品
- 三亭春馬 『黄菊花都路』3編12巻 嘉永1年（1848年）
- 歌川芳虎 「仮名手本忠臣蔵十一段続一覧之図」 大判3枚続 錦絵 弘化4年（1847年）‐嘉永5年（1852年） 国立劇場所蔵
- 山東京山編 『女中用文玉手箱』 往来物 嘉永4年（1851年）成、嘉永6年（1853年）刊